# Askopan jezik
Askopan jezik (eivo, eivo 1; ISO 639-3: eiv), papuanski jezik sjevernobugenvilske porodice, kojim govori 1 200 ljudi (Wurm and Hattori 1981) na otoku Bougainville u Papui Novoj Gvineji. Jedan je od dva jezika koja čine podskupinu rotokas, koja je prije smatrala dijelom zapadnobugenvilske skupine bugenvilskih jezika.
Srodan mu je rapoisi [kyx].

## Vanjske poveznice
- Ethnologue (14th)
- Ethnologue (15th)